# 아르셀로
아르셀로(Arcelor)는 세계 최대의 강철 생산 기업이었다. 이 기업은 2002년 아세랄리아(Aceralia, 스페인), 우시노르(Usinor, 프랑스), 아르베드(ARBED, 룩셈부르크)의 합병을 통해 설립되었다.
아르셀로는 2006년 미탈 스틸 컴퍼니에 의해 인수된 이후 아르셀로미탈의 일부로 되어 있다.

## 같이 보기
- 아르셀로미탈
- 미탈 스틸 컴퍼니